# Миллак (станция метро)
«Миллак» (кор. 민락) — подземная станция Пусанского метро на Второй линии. Она представлена двумя боковыми платформами. Станция обслуживается Пусанской транспортной корпорацией. Расположена в квартале Суён-дон административного района Суён-гу города-метрополии Пусан (Республика Корея). На станции установлены платформенные раздвижные двери.
Станция была открыта 29 августа 2002 года.
Рядом с станцией расположены:
- Река Суёнган
- Жилой комплекс «Суён Хёндэ»
- Жилой комплекс «Хёпсон Ренессанс»
- Мост Суён
- Гора Пэксан